# Abraxas incolorata
Abraxas incolorata är en fjärilsart som beskrevs av W. Warren 1894. Abraxas incolorata ingår i släktet Abraxas och familjen mätare. Inga underarter finns listade i Catalogue of Life.